# Karl-Heinz Wolf (Politiker)
 Karl-Heinz Wolf (* 20. Juni 1930 in Leipzig; † 19. April 2022) war ein deutscher Politiker (SPD). Er war von 1990 bis 1998 Mitglied im Landtag Sachsen-Anhalt.

## Ausbildung und Leben
Karl-Heinz Wolf machte nach dem Besuch der Volksschule eine landwirtschaftliche Lehre und legte nach dem Besuch der Fachschule für Landwirtschaft die Prüfung zum staatlich geprüften Landwirt ab. 1953/58 folgte ein Landwirtschaftsstudium an der Universität Leipzig, das er als Diplom-Landwirt und 1967 an der Hochschule für Landwirtschaft Bernburg mit der Promotion zum Dr. agr. abschloss. Danach war er als Fachschuldozent und Abteilungsleiter für Studienorganisation, Fernstudium und Leiter des Trainingszentrums für Mikrorechentechnik an der Agraringenieurschule Biendorf tätig. Im Oktober 1990 wurde er zum Studiendirektor befördert.
Karl-Heinz Wolf war verheiratet und hatte drei Kinder.

## Politik
Karl-Heinz Wolf war seit 1950 Mitglied der SPD (Ostbüro). Im Dezember 1989 gehörte er nach der Wende zu den Gründern der SDP in Bernburg und wurde Kreisvorsitzender. Bei den Kommunalwahlen 1990 wurde er in den Kreistag gewählt und war dort Fraktionsvorsitzender seiner Partei. Er wurde bei der ersten Landtagswahl in Sachsen-Anhalt 1990 sowie 1994 über die Landesliste in den Landtag gewählt. Im Landtag war er stellvertretender Vorsitzender der SPD-Fraktion.